# Consiglio supremo (Transnistria)
Il Consiglio supremo della Transnistria è il parlamento monocamerale (ovvero l'organo legislativo)  dell'autoproclamato Stato secessionista filorusso dalla Repubblica di Moldavia, non riconosciuto dalla comunità internazionale.